# Museum Buren & Oranje

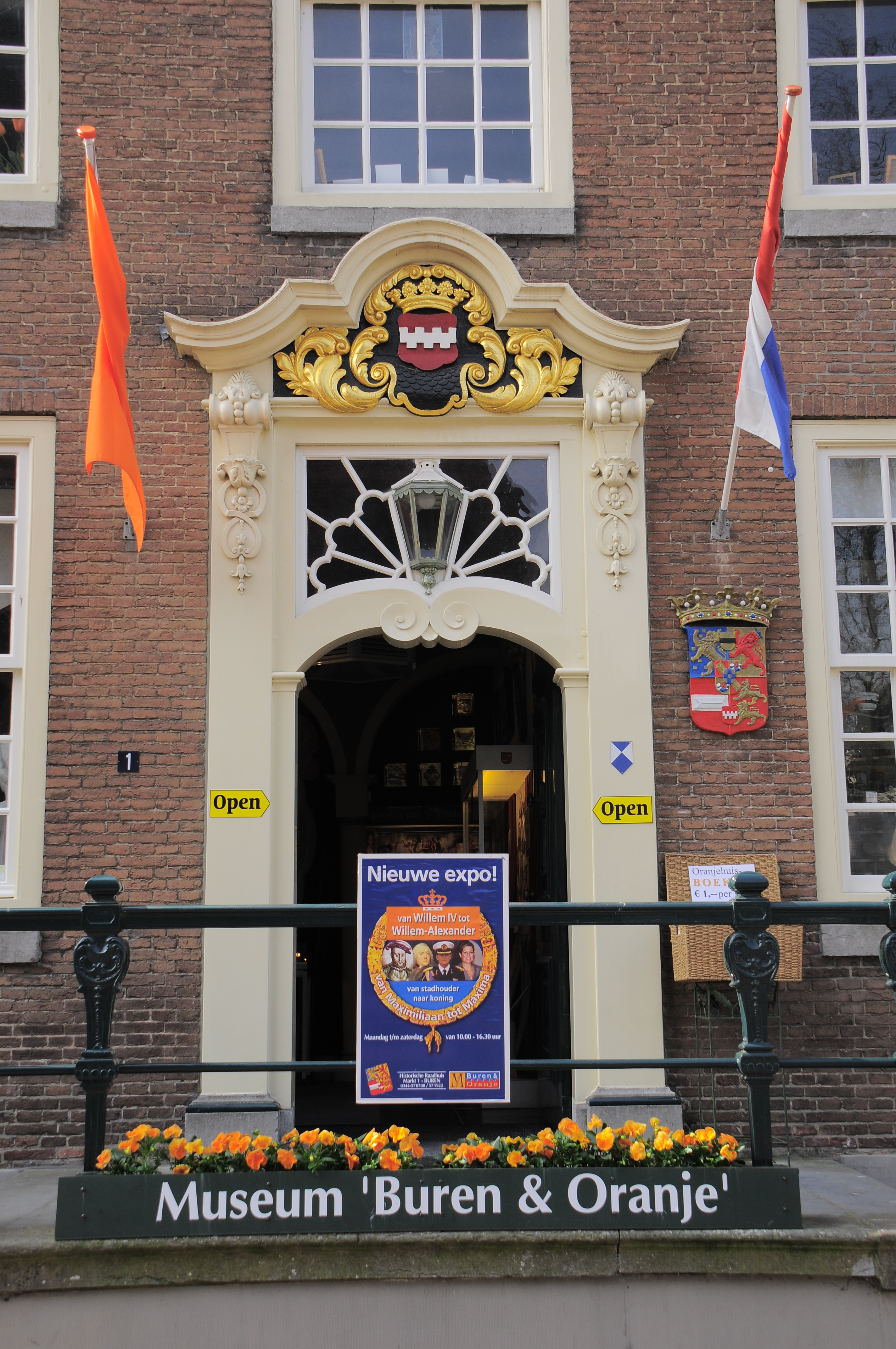
Museum Buren & Oranje

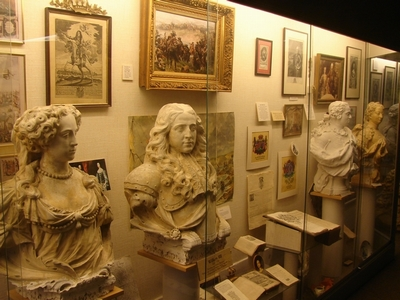
Museum Buren & Oranje

Museum Buren & Oranje is een museum in Buren. Het museum bestaat sinds 1988. Het is gevestigd in het Oude stadhuis aan de Markt te Buren. 
In het museum wordt het verhaal uit de doeken gedaan van het huis van Oranje en de band met Buren. De collectie bestaat onder andere uit: historische voorwerpen, informatieve presentaties, kasteel- en paleismaquettes, borstbeelden van alle Oranjes, wapenschilden van koning Willem I tot Prins Claus en autostandaards van koningin Emma tot koning Willem-Alexander.